# Hans Glaser (Holzschneider)
Hans Glaser († 1573) war ein deutscher Holzschneider und Buchdrucker, der zwischen 1538 und 1573 in Nürnberg tätig war.

## Leben
Hans Glaser, auch Hanns Glaser, Hans Glasser, Hans Glaßer oder Hans Wolff Glaser wurde wohl kurz nach 1500 geboren und am 2. Juni 1573 zu Nürnberg bestattet. Er bezeichnete sich selbst auch als Formschneider, Brieffmaler und Briefdrucker und ist als solcher ab 1538 in den Ämterbüchern der Stadt Nürnberg geführt. Bis 1553 wohnte er in Nürnberg „uff den Schmelzhütten“, danach hatte Glaser seine Werkstatt in unmittelbarer Nähe der Stadtpfarrkirche St. Lorenz. Glaser war verheiratet, seine Witwe vermählte sich nach 1575 mit Wolf Drechsel, einem ehemaligen Lehrling ihres Mannes, der die Werkstatt Glasers fortführte und seine Druckstöcke weiter benutzte.

## Arbeit und Werk

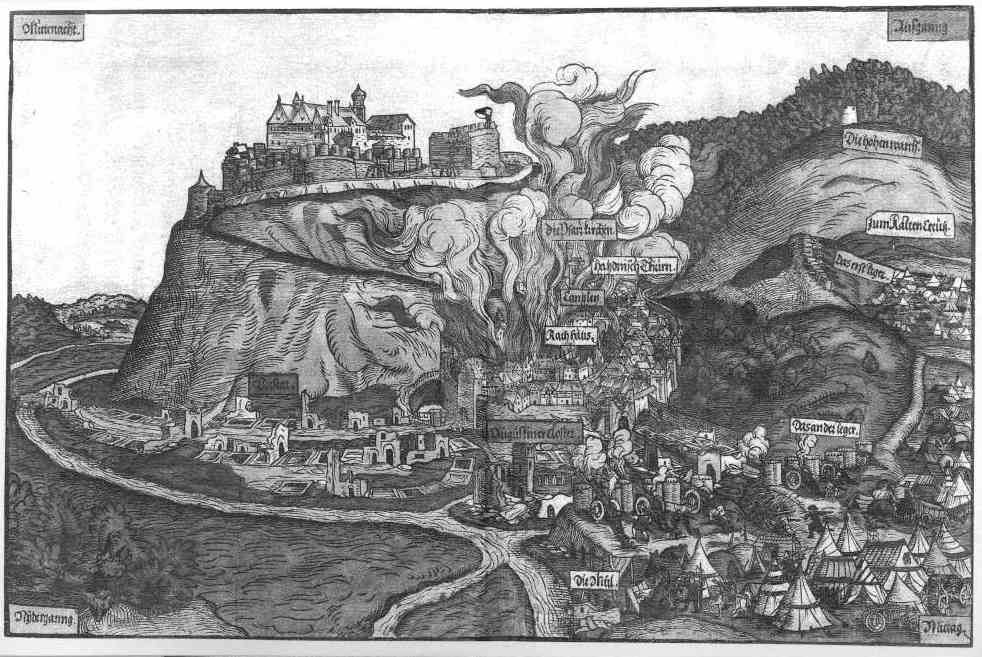
Der Einblattholzschnitt zeigt die Belagerung der Plassenburg und des brennenden Kulmbachs am 26. November 1553. Das Schloß Blassenburg, sampt der verbrenten stat Kulmbach. Welche Markgraf Albrecht Kriegsvolck im abzug selbst anzündet haben mit aller gelegenhait.

Besondere Beachtung schenkte Glaser in seinem Werk politischen und gesellschaftlichen Ereignissen, die er in kombinierten Wort- und Bild-Flugblättern beschrieb und verkaufte. Er betrieb eine Art Nachrichtenversand im ganzen Heiligen Römischen Reich. Gegenstände seiner Flugblätter waren kriegerische Ereignisse, darunter vor allem Belagerungen, historische Zusammentreffen und Konferenzen, astronomische Phänomene und Porträts zeitgenössischer Fürsten und Berühmtheiten. Glaser scheint sich schon ab 1540 stark der evangelischen Seite zugewandt zu haben, so stellte er ein Flugblatt her, in dem er die Lehre Christi mit den Lehren und Vorgaben des Papstes verglich. Glaser fertigte zahlreiche Holzschnitte von Landsknechten an und gilt als ausgezeichnete Quelle für Ausrüstung, Kleidung, Bewaffnung und Leben der Landsknechte in der Mitte des 16. Jahrhunderts. Seine zahlreichen Schlachten- und Belagerungsholzschnitte der Zeit zwischen 1552 und 1554 brachten ihm den Titel Briefmaler des Zweiten Markgrafenkrieges ein.

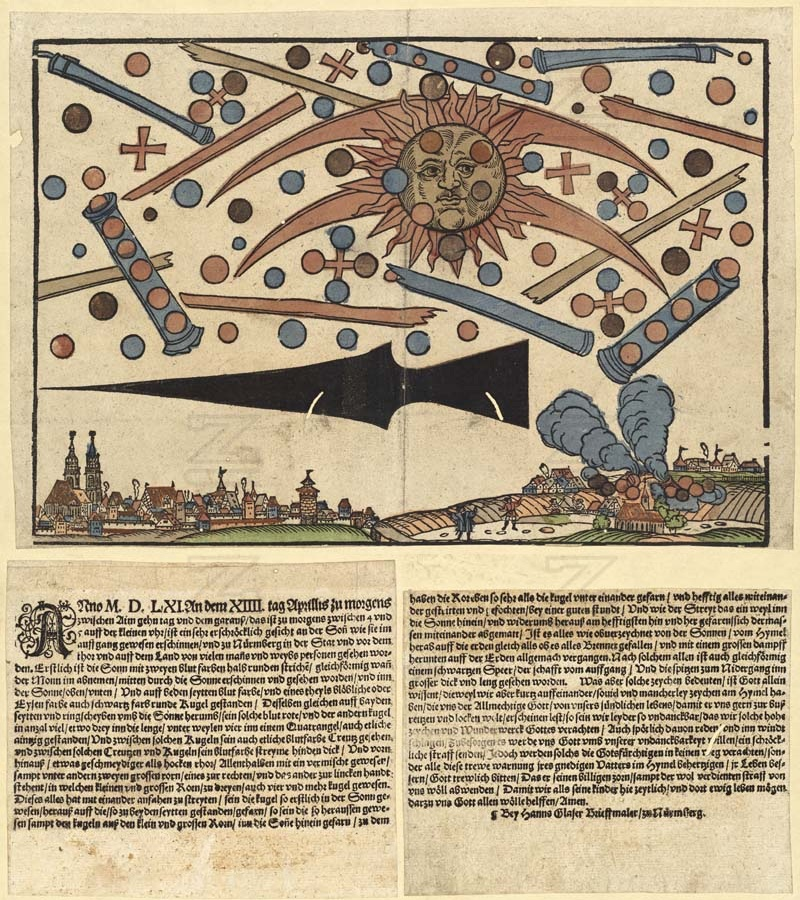
Holzschnitt mit Himmelserscheinungen (Nürnberger Flugblatt von 1561)

In neuerer Zeit machten Glasers Bericht und ein Holzschnitt aus dem Jahr 1566 zu einem astronomischen Phänomen von sich reden, das fünf Jahre davor stattgefunden hatte: es sei „Ein vngewonlich gesicht / an der Sonnen erschinen.“ Der Holzschnitt zeigt verschiedenfarbige Himmelserscheinungen, die am 14. April 1561 über der Stadt Nürnberg von „vielen Manns und Weybspersonen“ zu sehen gewesen sein sollen. Glaser zeigt Kugeln von blutroter, bläulicher und schwarzer Farbe, „Ringscheyben“ um die Sonne herum sowie „etlich blutfarbne Creutz“. Die örtliche Bevölkerung hat dies angesichts der Reformation (in Nürnberg 36 Jahre zuvor eingeführt) als göttliche Warnung gedeutet, nicht vom rechten Glauben abzufallen. Unter Ufologen wird Glasers Bildbericht als UFO-Landung oder gar als Zeugenprotokoll einer Raumschiffschlacht über Nürnberg gedeutet. Vielmehr ähneln jedoch die beiden schräg nach unten laufenden zylindrischen Objekte dem Phänomen der Nebensonne und die weiteren Linien ähnlichen Haloeffekten. Aus dem 16. und 17. Jahrhundert sind zahlreiche einfachere Darstellungen solcher atmosphärischer Reflexionen bekannt.
Glaser beobachtete 1561 auch Veränderungen auf der Mondoberfläche, die er in einem weiteren Holzschnitt festhielt.
Glaser fertigte auch Wappenbücher für Adels- und Patrizierfamilien an. Seine Werke befinden sich in vielen bedeutenden Museen, unter anderem im British Museum, im Germanischen Nationalmuseum Nürnberg, im Kupferstichkabinett Berlin oder im Bostoner Museum of Fine Arts.

## Werke
- Ein vngewonlich gesicht / an der Sonnen erschinen. Erschienen „Bey Hans Glaser Brieffmaler zu Nürmberg, hinter S. Lorentzen auff dem Platz“, Nürnberg 1556, 1 illustriertes Blatt, Holzschnitt 246 × 246 mm koloriert; Folioblatt 346 × 248 mm. Sammlung: Wikiana, ZB Zürich, Bibl.-Nr.: 14, Sig. Mscr.Dresd.L.83_Bl.139.
- Ein Wunderbarlich Gesicht des Mondts / so yetz newlich den andern tag des Mertzens inn diesem LXI. Jar / von vielen personen zu Nuermberg / warhafftig gesehen. Holzschnitt 268 × 262 mm koloriert; Folioblatt 403 × 320 mm. Sammlung: Wikiana, ZB Zürich, Ohne Sig.
- Das Schloß Blassenburg, sampt der verbrenten stat Kulmbach. Welche Markgraf Albrecht Kriegsvolck im abzug selbst anzündet haben mit aller gelegenhait, gedr. zu Nürnberg 1554, Stadtarchiv Kulmbach.